# Aura Aero Integral
L'Aura Aero Integral est une famille d'avions monomoteurs biplaces en cours de développement par Aura Aero dont le premier modèle a été certifié en Europe en 2024.

## Histoire
Les avions de la famille Integral sont des avions monomoteurs biplaces côte à côte, à ailes basses, en bois et carbone. La famille Integral est composée de deux modèles à moteur thermique et d'un modèle à moteur électrique décliné en deux versions. Les avions sont équipés d'un parachute balistique (parachute de cellule à extraction pyrotechnique) de la société tchèque Galaxy GRS s.r.o..
Les avions sont destinés à la formation, la voltige aérienne, la compétition ou encore la formation à la prévention et à la récupération de la perte de contrôle (Upset Prevention and Recovery Training ou UPRT (en)).

### Integral R
L'Integral R est un avion à train classique. Il est équipé d'un moteur Lycoming AEIO-390-A3B6 de 210 ch (157 kW) et d'une hélice MT-Propeller MTV-15-B-C bipale à pas variable.
Le premier vol est effectué par Eric Delesalle et Hervé Poulin le 19 juin 2020. Le développement est interrompu par le crash du premier prototype, lors du 146e vol d'essai et après un total de 130 heures de vol, le 12 avril 2022. Le second prototype vole depuis le 23 novembre 2023.
L'Integral R est certifié en Europe par l'EASA selon la norme CS-23 depuis le 18 décembre 2024. La certification aux Etats-Unis est attendue en 2025.

### Integral S
L'Integral S est un avion à train tricycle. Il est équipé d'un moteur  Lycoming IO-360-M1A de 180 ch (134 kW) et d'une hélice MT-Propeller MTV-12-B-C tripale à pas variable.
Le premier vol, toujours piloté par Eric Delesalle et Hervé Poulin, a eu lieu le 28 juillet 2023.

### Integral E (ERet ES)
L'Integral E est équipé d'un moteur électrique Safran ENGINeUS (en) de 150 kW et est décliné en 2 versions: avec train classique pour le ER ou avec train tricycle pour le ES. Il est alimenté par 215 kg de batteries. La masse des batteries est compensée par la faible masse du moteur électrique, comparée à celle du moteur thermique Lycoming IO-360 ou AEIO-390 (127 à 139 kg à sec, hors démarreur et alternateur), et l'absence de carburant Avgas (159 litres soit 115 kg). Ces batteries sont attendues avec une autonomie de 60 minutes et une recharge de 30 minutes.
En octobre 2024, le premier modèle est présenté à Toulouse par François Durovray, ancien ministre délégué chargé des Transports. Le premier vol a eu lieu le 3 décembre 2024,.

## Modèles
La famille Integral est composée de 4 modèles :
|                   | Integral R                                     | Integral S                          | Integral ER     | Integral ES     |
| ----------------- | ---------------------------------------------- | ----------------------------------- | --------------- | --------------- |
| Train             | Classique                                      | Tricycle                            | Classique       | Tricycle        |
| Moteur            | Lycoming AEIO-390-A3B6                         | Lycoming IO-360-M1A                 | Safran ENGINeUS | Safran ENGINeUS |
| Hélice            | MT-Propeller bipale / pas variable             | MT-Propeller tripale / pas variable | non annoncé     | non annoncé     |
| Envergure         | 8,78 m                                         | 8,78 m                              | 8,78 m          | 8,78 m          |
| Longueur          | 7,26 m                                         | 7,26 m                              | 7,26 m          | 7,26 m          |
| Hauteur           | 2,48 m                                         | 2,23 m                              | 2,48 m          | 2,23 m          |
| Facteur de charge | +8.5/-8.5 G (A1) +7.5/-7.5 G (A2) +5/-3 G (BC) | +6/-4 G (A2) +5/-3 G (BC)           | non annoncé     | non annoncé     |

## Crash du premier prototype de l'Integral R
Le 12 avril 2022 à 11h10, le prototype de l'Integral R, immatriculé F-WJMK, effectuant son 146e vol d'essai s'est écrasé à Prat-Bonrepaux en Ariège, 20 minutes après son décollage de l'Aérodrome de Saint-Girons - Antichan et à moins de cinq kilomètres de celui-ci.
Selon le rapport d'enquête du Bureau enquêtes accidents pour la sécurité de l'aéronautique d'État (BEA–É) publié le 27 mars 2023, un élément de l'aile droite s'est détaché lors d'un virage serré sous un facteur de charge de 7 g, rendant l'avion incontrôlable. La rupture est probablement consécutive à une entrée en flottement symétrique d’ailerons, possiblement déclenchée par la rupture de la palette droite (permettant la compensation aérodynamique des ailerons). Le parachute de cellule a été déclenché, mais trop tard pour permettre son ouverture complète.
Les deux pilotes, Baptiste Vignes et Simon de la Bretèche, respectivement champion du monde et champion d'Europe de voltige aérienne et chargés des essais en vol par Aura Aéro, ont trouvé la mort dans l'accident.

## Galerie

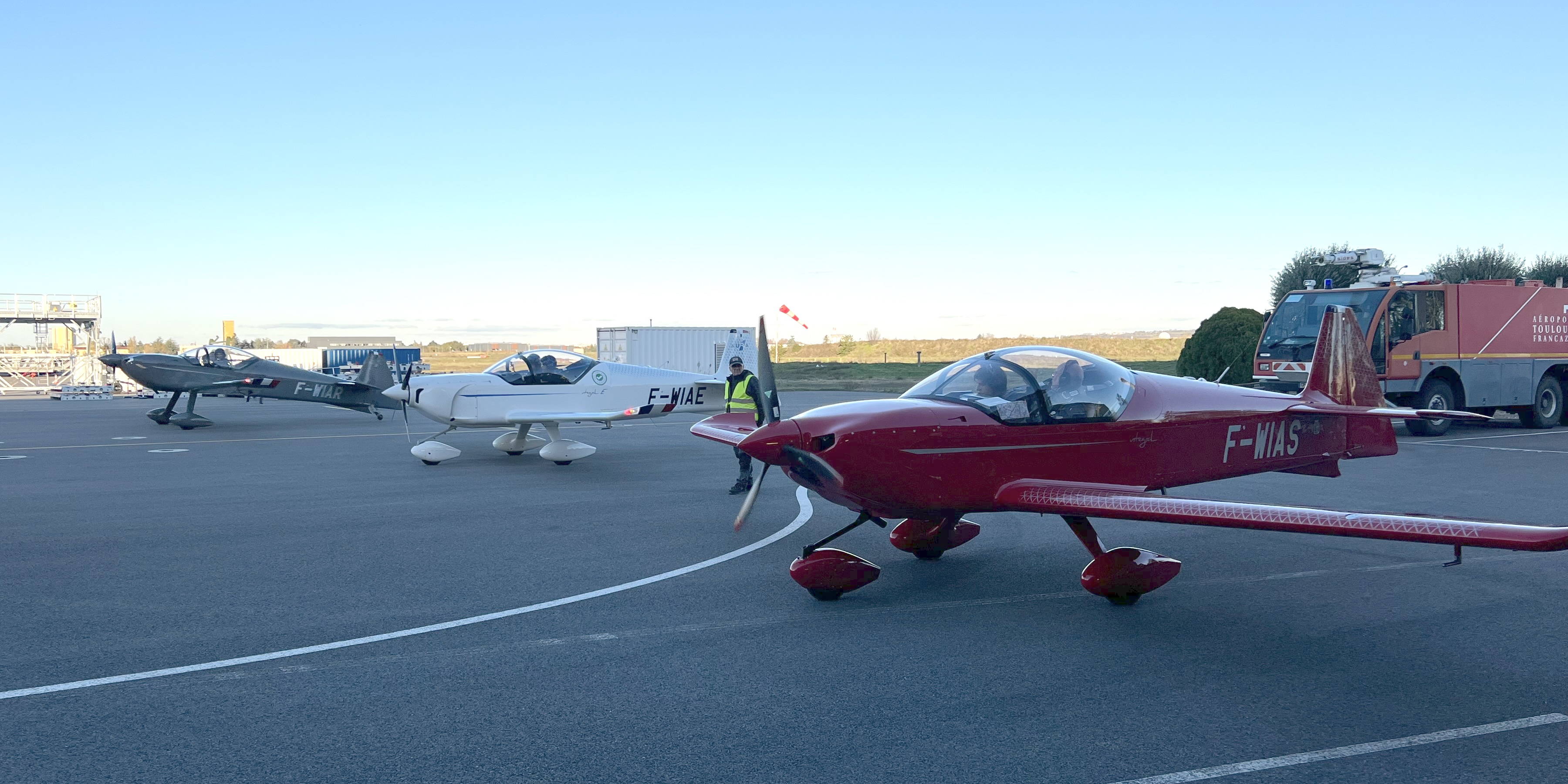
Integral R (gris), Integral E (blanc), Integral S (rouge).